# لی ته ایل
لی ته ایل (کره‌ای: 이태일؛ زادهٔ ۲۴ سپتامبر ۱۹۹۰) که با نام ته‌ایل (کره‌ای: 태일) نیز شناخته می‌شود، خواننده اهل کره جنوبی است. او یکی از اعضای گروه بلاک بی است.